# Argument principal d'un nombre complexe

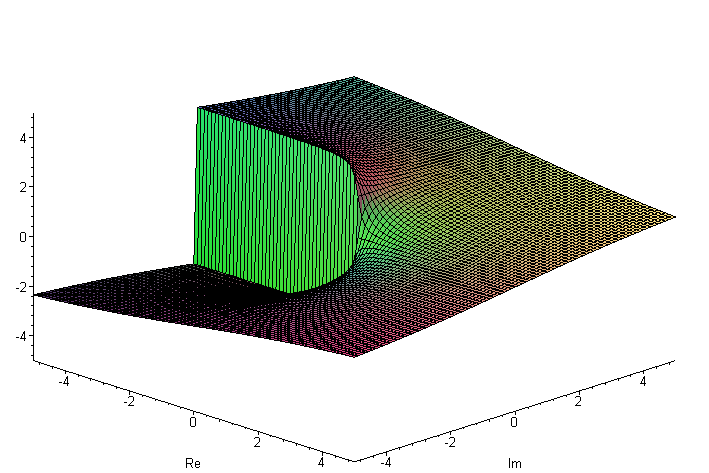
Représentation de la surface associée à la fonction.

En mathématiques, l'argument principal d'un nombre complexe non nul z est le réel, noté en général {\displaystyle {\text{Arg}}\ z}, qui appartient à l'intervalle ]–π, π] et qui représente modulo 2π cet argument. 
Il est égal à :
- π si z est un réel négatif,
- {\displaystyle 2\arctan \left({\frac {y}{x+{\sqrt {x^{2}+y^{2}}}}}\right)=\operatorname {atan2} (y,x)} où x et y désignent respectivement les parties réelle et imaginaire de z et atan2 une fonction implémentée dans les langages informatiques.

Cette définition engendre celle de la détermination principale du logarithme complexe de z (si z n'est pas un réel négatif), dont la partie imaginaire est l'argument principal de z.
Dans les logiciels de calcul formel, c'est l'argument principal qui est implémenté :
- en Maple, il est noté argument(z)[1], et {\displaystyle {\text{Arg }}(x+{\text{i}}y)} est obtenu par arctan(y,x)[2] ;
- en Mathematica, il est noté Arg[z][3], et {\displaystyle {\text{Arg }}(x+{\text{i}}y)} est obtenu par ArcTan[x,y][4].